# Ян Потоцький (канівський староста)
Ян Потоцький (пол. Jan Potocki; пом. після 1799) — польський шляхтич гербу Пилява, урядник в українських землях Корони Польської в Речі Посполитій.

## Життєпис
Народився в сім'ї майбутнього львівського каштеляна графа Юзефа Потоцького та його другої дружини Пелагеї з Потоцьких. Був наймолодшим сином батька, братом каноніків Павела та Каєтана Потоцьких.
У 1764 році, після смерти батька, разом з братами Каєтаном та Павелом «опинився» у Львівському колегіумі єзуїтів, а їх гувернером став єзуїт кс. Григорій Пірамович. Ельжбета Александровська вказує, що разом з братами Павелом та Каєтаном під опікою кс. Г. Пірамовіча виїхали в «освітню подорож» до Франції, Італії восени 1767. Прибули до Риму, де навчалися в колегіумі єзуїтів у Римі (Collegium Romanum, нині Папський григоріанський університет).
Уряд (посаду) канівського старости отримав 1773 року. Новим дідичем Бучача став згідно із заповітом Миколи Василя Потоцького. До міста разом із дружиною прибув 1 лютого 1779 року. 5 вересня 1784 року написав дарчу грамоту для церкви Покрови Пресвятої Богородиці в Бучачі, яким примножив попередній від М. В. Потоцького.
Дружина — Йоанна Потоцька, молодша дочка одного з очільників Барської конфедерації Йоахіма Кароля Потоцького. В 1786 році Бучач потрапив під секвестр за рішенням трибуналу (причина невідома). 7 червня 1786 р. через виїзд до Литви дідичка графиня Йоанна Потоцька права на дідицтво міста передала рідному брату чоловіка — каноніку ґнєзненському, краківському через відсутність у нього сина(ів) графу Каєтанові Потоцькому. Оригінал грамоти перебував у родовому архіві графів Потоцьких у Бучачі. З дружиною мали дорослу дочку Маріанну, дружину Міхала Шимановського, сина коронного регента Францішека Шимановського.